# Classification ACRISS
La classification ACRISS est un système de classification de véhicules utilisé par de nombreux loueurs de véhicules. ACRISS est l'acronyme de Association of Car Rental Industry Systems and Standards.

## ACRISS Car Classification Codes
Les codes ACRISS sont composés des quatre lettres. Chaque lettre décrit une ou plusieurs caractéristiques du véhicule.
| Catégorie | Catégorie             | Type | Type                                          | Boîte de vitesses/transmission | Boîte de vitesses/transmission      | Carburant/climatisation | Carburant/climatisation                         |
| --------- | --------------------- | ---- | --------------------------------------------- | ------------------------------ | ----------------------------------- | ----------------------- | ----------------------------------------------- |
| M         | Mini                  | B    | 2-3 Portes                                    | M                              | Manuelle                            | R                       | Carburant non spécifié avec air climatisé       |
| N         | Mini Elite            | C    | 2/4 portes                                    | N                              | Manuelle 4x4                        | N                       | Carburant non spécifié sans air climatisé       |
| E         | Economique            | D    | 4-5 Portes                                    | C                              | Manuelle avec toutes roues motrices | D                       | Diesel avec Air climatisé                       |
| H         | Economique Elite      | W    | Break                                         | A                              | Automatique                         | Q                       | Diesel sans air climatisé                       |
| C         | Compacte              | V    | Minibus - plus de 6 passagers                 | B                              | Automatique 4x4                     | H                       | Véhicule hybride avec air climatisé             |
| D         | Compacte Elite        | L    | Limousine/sedan                               | D                              | Auto toutes rouesmotrices           | I                       | Véhicule plug in avec air climatisé             |
| I         | Intermédiaire         | S    | Sport                                         |                                |                                     | E                       | Véhicule électrique, autonomie < 400 kilomètres |
| J         | Intermédiaire Elite   | T    | Cabriolet                                     |                                |                                     | C                       | Véhicule électrique, autonomie > 400 kilomètres |
| S         | Routière              | F    | SUV                                           |                                |                                     | L                       | Véhicule GPL avec air climatisé                 |
| R         | Routière Elite        | J    | Tout Terrain                                  |                                |                                     | S                       | GPL sans air climatisé                          |
| F         | Grande routière       | X    | Spéciale                                      |                                |                                     | A                       | Véhicule à hydrogène avec Air climatisé         |
| G         | Grande routière Elite | P    | Pick up à cabine classique rallongée 2 portes |                                |                                     | B                       | Véhicule à hydrogène sans air climatisé         |
| P         | Berline Premium       | Q    | Pick up à double cabine 4 portes              |                                |                                     | M                       | Carburant multiple avec air climatisé           |
| U         | Berline Premium Elite | Z    | Offre spéciale                                |                                |                                     | F                       | Carburant multiple sans air climatisé           |
| L         | Luxe                  | E    | Coupé                                         |                                |                                     | V                       | Véhicule à essence avec air climatisé           |
| W         | Luxe Elite            | M    | Monospace - 5 passagers maximum               |                                |                                     | Z                       | Véhicule essence sans air climatisé             |
| O         | Très grand gabarit    | R    | Véhicule de loisir                            |                                |                                     | U                       | Véhicule éthanol avec air climatisé             |
| X         | Spéciale              | H    | Camping car                                   |                                |                                     | X                       | Véhicule éthanol sans air climatisé             |
|           |                       | Y    | Deux roues motorisées                         |                                |                                     |                         |                                                 |
|           |                       | N    | Roadster                                      |                                |                                     |                         |                                                 |
|           |                       | G    | Crossover                                     |                                |                                     |                         |                                                 |
|           |                       | K    | Véhicules utilitaires                         |                                |                                     |                         |                                                 |

La catégorie Élite a été créée pour distinguer les voitures plus luxueuses pour un même gabarit.

### Exemples
- IDAR - Intermediate, 4-doors, automatic gearbox and air-conditioning
- ECMN - Economy, 2/4 doors, manual gearbox, no air-conditioning

## Sources
1. ↑  ACRISS membership list, accessed 2013-07-10
2. ↑  https://www.acriss.org/file/?D=MjAyMDAzMDMxNzMwNTE